# Keyon Dooling
Keyon Dooling (Fort Lauderdale, 8 de maio de 1980) é um ex-jogador norte-americano de basquete profissional que atuou na  National Basketball Association (NBA). Foi o número 10 do Draft de 2000.